# Draft NBA 2013
Draft NBA 2013 si è svolto il 27 giugno 2013 al Barclays Center di Brooklyn, New York.

## Giocatori scelti al 1º giro
|   | Indica un giocatore che è stato inserito nella Naismith Memorial Basketball Hall of Fame                 |
|   | Indica un giocatore che è stato selezionato per almeno un All-Star Game ed è inserito in un All-NBA Team |
|   | Indica un giocatore che è stato selezionato per almeno un All-Star Game                                  |
|   | Indica un giocatore che è stato inserito in almeno un All-NBA Team                                       |
| * | Indica il giocatore che ha vinto il titolo di Rookie of the Year                                         |
| G | Indica un giocatore che ha vinto il titolo di NBA Most Valuable Player Award                             |
|   | Indica un giocatore che non ha mai giocato una partita in NBA                                            |

| Scelta | Giocatore                 | Ruolo | Nazionalità   | Squadra NBA                                      | Provenienza          |
| ------ | ------------------------- | ----- | ------------- | ------------------------------------------------ | -------------------- |
| 1      | Anthony Bennett           | AG/AP | Canada        | Cleveland Cavaliers                              | UNLV R. Rebels       |
| 2      | Victor Oladipo            | G     | Stati Uniti   | Orlando Magic                                    | Indiana Hoosiers     |
| 3      | Otto Porter               | AP    | Stati Uniti   | Washington Wizards                               | Georgetown Hoyas     |
| 4      | Cody Zeller               | C     | Stati Uniti   | Charlotte Bobcats                                | Indiana Hoosiers     |
| 5      | Alex Len'                 | C     | Ucraina       | Phoenix Suns                                     | Maryland Terrapins   |
| 6      | Nerlens Noel              | C     | Stati Uniti   | New Orleans Pelicans (ceduto a Philadelphia)     | Kentucky Wildcats    |
| 7      | Ben McLemore              | G     | Stati Uniti   | Sacramento Kings                                 | Kansas Jayhawks      |
| 8      | Kentavious Caldwell-Pope  | G     | Stati Uniti   | Detroit Pistons                                  | Georgia Bulldogs     |
| 9      | Trey Burke                | PM    | Stati Uniti   | Minnesota Timberwolves (ceduto a Utah)           | Michigan Wolverines  |
| 10     | C.J. McCollum             | G     | Stati Uniti   | Portland Trail Blazers                           | Lehigh M. Hawks      |
| 11     | Michael Carter-Williams * | PM    | Stati Uniti   | Philadelphia 76ers                               | Syracuse Orange      |
| 12     | Steven Adams              | C     | Nuova Zelanda | Oklahoma City Thunder                            | Pittsburgh Panthers  |
| 13     | Kelly Olynyk              | AG/C  | Canada        | Dallas Mavericks (ceduto a Boston)               | Gonzaga Bulldogs     |
| 14     | Shabazz Muhammad          | G/AP  | Stati Uniti   | Utah Jazz (ceduto a Minnesota)                   | UCLA Bruins          |
| 15     | Giannīs Antetokounmpo     | AP    | Grecia        | Milwaukee Bucks                                  | Filathlitikos        |
| 16     | Lucas Nogueira            | C     | Brasile       | Boston Celtics (ceduto a Dallas e poi a Atlanta) | Estudiantes          |
| 17     | Dennis Schröder           | PM    | Germania      | Atlanta Hawks                                    | Braunschweig         |
| 18     | Shane Larkin              | PM    | Stati Uniti   | Atlanta Hawks (ceduto a Dallas)                  | Miami Hurricanes     |
| 19     | Sergej Karasëv            | G/AP  | Russia        | Cleveland Cavaliers                              | Zenit S. Pietroburgo |
| 20     | Tony Snell                | AP    | Stati Uniti   | Chicago Bulls                                    | New Mexico Lobos     |
| 21     | Gorgui Dieng              | C     | Senegal       | Utah Jazz (ceduto a Minnesota)                   | Louisville Cardinals |
| 22     | Mason Plumlee             | C     | Stati Uniti   | Brooklyn Nets                                    | Duke Blue Devils     |
| 23     | Solomon Hill              | AP    | Stati Uniti   | Indiana Pacers                                   | Arizona Wildcats     |
| 24     | Tim Hardaway              | G     | Stati Uniti   | New York Knicks                                  | Michigan Wolverines  |
| 25     | Reggie Bullock            | G     | Stati Uniti   | Los Angeles Clippers                             | N. Carol. Tar Heels  |
| 26     | André Roberson            | AP    | Stati Uniti   | Minnesota Timberwolves                           | Colorado Buffaloes   |
| 27     | Rudy Gobert               | C     | Francia       | Denver Nuggets (ceduto a Utah)                   | Cholet               |
| 28     | Livio Jean-Charles        | AP    | Francia       | San Antonio Spurs                                | ASVEL                |
| 29     | Archie Goodwin            | G     | Stati Uniti   | Oklahoma City Thunder                            | Kentucky Wildcats    |
| 30     | Nemanja Nedović           | PM    | Serbia        | Phoenix Suns                                     | Lietuvos rytas       |

## Giocatori scelti al 2º giro
| Scelta | Giocatore         | Ruolo | Nazionalità           | Squadra NBA                               | Provenienza          |
| ------ | ----------------- | ----- | --------------------- | ----------------------------------------- | -------------------- |
| 31     | Allen Crabbe      | G     | Stati Uniti           | Cleveland Cavaliers                       | Calif. G. Bears      |
| 32     | Álex Abrines      | G     | Spagna                | Oklahoma City Thunder                     | Barcellona           |
| 33     | Carrick Felix     | G     | Stati Uniti           | Cleveland Cavaliers                       | ASU Sun Devils       |
| 34     | Isaiah Canaan     | PM    | Stati Uniti           | Houston Rockets                           | Murray St. Racers    |
| 35     | Glen Rice         | G     | Stati Uniti           | Philadelphia 76ers (ceduto a Washington)  | R.G.V. Vipers        |
| 36     | Ray McCallum      | PM    | Stati Uniti           | Sacramento Kings                          | Detroit Titans       |
| 37     | Tony Mitchell     | C     | Stati Uniti           | Detroit Pistons                           | UNT Mean Green       |
| 38     | Nate Wolters      | PM    | Stati Uniti           | Washington Wizards (ceduto a New Orleans) | SDSU Jackrabbits     |
| 39     | Jeff Withey       | C     | Stati Uniti           | Portland Trail Blazers                    | Kansas Jayhawks      |
| 40     | Grant Jerrett     | AG    | Stati Uniti           | Portland Trail Blazers                    | Arizona Wildcats     |
| 41     | Jamaal Franklin   | G     | Stati Uniti           | Memphis Grizzlies                         | SDSU Aztecs          |
| 42     | Pierre Jackson    | PM    | Stati Uniti           | Philadelphia 76ers                        | Baylor Bears         |
| 43     | Ricky Ledo        | G     | Stati Uniti           | Milwaukee Bucks                           | Providence Friars    |
| 44     | Mike Muscala      | C     | Stati Uniti           | Dallas Mavericks (ceduto a Atlanta)       | Bucknell Bison       |
| 45     | Marko Todorović   | C     | Montenegro            | Portland Trail Blazers                    | Barcellona           |
| 46     | Erick Green       | PM    | Stati Uniti           | Utah Jazz                                 | Virg. Tech Hokies    |
| 47     | Raul Togni Neto   | PM    | Brasile               | Atlanta Hawks                             | San Sebastián        |
| 48     | Ryan Kelly        | C     | Stati Uniti           | Los Angeles Lakers                        | Duke Blue Devils     |
| 49     | Erik Murphy       | C     | Stati Uniti Finlandia | Chicago Bulls                             | Florida Gators       |
| 50     | James Ennis       | AP    | Stati Uniti           | Atlanta Hawks                             | Long Beach 49ers     |
| 51     | Romero Osby       | C     | Stati Uniti           | Orlando Magic                             | Oklahoma Sooners     |
| 52     | Lorenzo Brown     | PM    | Stati Uniti           | Minnesota Timberwolves                    | NCSU Wolfpack        |
| 53     | Colton Iverson    | C     | Stati Uniti           | Indiana Pacers (ceduto a Boston)          | Colorado St. Rams    |
| 54     | Arsalan Kazemi    | C     | Iran                  | Washington Wizards                        | Oregon Ducks         |
| 55     | Joffrey Lauvergne | C     | Francia               | Memphis Grizzlies                         | Partizan             |
| 56     | Peyton Siva       | PM    | Stati Uniti           | Detroit Pistons                           | Louisville Cardinals |
| 57     | Alex Oriakhi      | C     | Stati Uniti Nigeria   | Phoenix Suns                              | Missouri Tigers      |
| 58     | Deshaun Thomas    | AP    | Stati Uniti           | San Antonio Spurs                         | Ohio State Buckeyes  |
| 59     | Bojan Dubljević   | C     | Montenegro            | Minnesota Timberwolves                    | Valencia             |
| 60     | Jānis Timma       | AP    | Lettonia              | Memphis Grizzlies                         | Ventspils            |